# Andy Priaulx
Andrew Graham "Andy" Priaulx, född 8 augusti 1974 på Guernsey, är en brittisk racerförare.

## Racingkarriär
Priaulx började köra gokart vid åtta års ålder. Priaulx startade med backklättring som tonåring och var en stor talang där och vann bland annat de brittiska mästerskapen 1995. Kort därefter bytte Priaulx gren från backe till banracing. Han körde där i Formel Renault och Formel 3 i ett par år.
Han körde år 2000 sin första säsong i British Touring Car Championship. I BTCC blev han kvar tills 2002 och kom som bäst på fjärde plats 2002. Andy gästspelade också i V8 Supercar ett par gånger 2002 och 2003. Han gick 2003 över till European Touring Car Championship där han redan i sin första säsong blev trea totalt. 2004 lyckades han vinna hela European Touring Car Championship, trots att han fick lika många poäng som Dirk Müller, men Priaulx vann på att han hade fler vinster.
Andy Priaulx fortsatte i European Touring Car Championship:s efterträdare World Touring Car Championship 2005. Priaulx körde med stallet BMW Team UK och lyckades efter en stenhård kamp mellan honom, Dirk Müller och Fabrizio Giovanardi avgöra World Touring Car Championship 2005 i det allra sista loppet. Priaulx tog dock bara en vinst, på Motorsport Arena Oschersleben, men var mycket jämn i mästerskapet och missade poäng endast fyra gånger. Priaulx körde även Nürburgrings 24-timmars 2005 som han också lyckades vinna tillsammans med Pedro Lamy, Duncan Huisman och Boris Said.
Priaulx imponerade på många med sin seger i World Touring Car Championship och fick göra ett par tester i Formel 1-stallet BMW Sauber. Priaulx blev dock kvar i WTCC även 2006 och inledde säsongen med en seger på Autodromo Nazionale di Monza. Han har efter det tagit flera segrar och vann mästerskapet både 2006 och 2007.
Efter säsongen 2010 lämnade Priaulx World Touring Car Championship, då BMW dragit ned sin WTCC-satsning. Istället tävlar han i långlopp för samma bilmärke. Tillsammans med Joey Hand och Dirk Müller, vann han den första tävlingen i American Le Mans Series GT-klass, Sebring 12-timmars 2011.

## Utmärkelser
- Riddare av Brittiska imperieorden,  2008

[Redigera Wikidata]